# ドゥクホア県
ドゥクホア県（ドゥクホアけん、ベトナム語：Huyện Đức Hòa / 縣德和）は、ベトナム社会主義共和国ロンアン省の県。面積は426 km²、人口は315,711人（2019年）である。

## 行政区画
3市鎮17社から構成される。